# Copacabana (Bolivie)
Pour les articles homonymes, voir Copacabana (homonymie).
Copacabana est une petite ville de Bolivie située à cinq kilomètres de la frontière avec le Pérou, sur les rives du lac Titicaca. 
La ville est le chef-lieu de la province de Manco Kapac. Sa population est de plus ou moins 6 000 habitants.
Située sur l'axe touristique principal entre Cuzco et La Paz, elle reçoit une importante quantité de touristes s'arrêtant principalement pour la visite de l'Isla del Sol, que l'on atteint depuis le port de la ville.
Le municipe de Copacabana est composé de 33 communautés indigènes (aymaras). Copacabana est à l'image de la Bolivie un lieu très chaotique sur le plan politique et social, cependant sans danger pour les touristes s'y rendant.
Jouissant d'un cadre naturel enchanteur, Copacabana est souvent appréciée comme oasis de tranquillité et de repos au milieu du traditionnel circuit touristique Pérou-Bolivie.
Identifiée par le Centre du commerce international (CNUCED/WTO) comme une destination à fort potentiel mais sans infrastructure physique et structurelle pour le tourisme, Copacabana fut choisie pour le lancement d'un projet pilote de développement durable communautaire.

## Étymologie
Son nom dérive des mots de la langue aymara kota kahuana, signifiant « vue sur le lac ». 
Cependant, le spécialiste des sciences sociales Mario Montaño Aragón a découvert dans les Archives générales des Indes à Séville, en Espagne, une histoire complètement différente : « Kotakawana » est le dieu de la fertilité dans la mythologie andine antique. Ce dieu est androgyne et vit dans le lac Titicaca. Sa cour est composée de créatures (hommes et femmes) représentées dans les sculptures coloniales et les églises catholiques. On les appelait Umantuus, et elles sont l'équivalent des sirènes dans la culture occidentale. 
La basilique actuelle a été construite à l'emplacement du temple principal de la fertilité de Kotakawana (de nos jours, il existe de petits temples de la fertilité le long des rives des lacs de Bolivie et du Pérou). Copacabana était donc un lieu sacré avant la conquête espagnole.

## Religion
Elle est aussi le siège d'un évêché catholique.

## Patrimoine

### Basilique Notre-Dame
La basilique Notre-Dame de Copacabana (Nuestra Señora de Copacabana) est une basilique construite en style morisque (originellement le style était Renaissance). Elle fut édifiée en 1550 et reconstruite entre 1610 et 1651.
Elle héberge la fameuse sculpture de la Virgen de la Candelaria de Copacabana, taillée en 1580 par l'artiste quechua Francisco Yupanqui, neveu de l'Inca Tupac Yupanqui et déclarée Reina de la Nación de Bolivie en 1925.